# سكيب هولم
سكيب هولم (بالإنجليزية: Skip Holm)‏ هو ضابط أمريكي، ولد في 22 فبراير 1944.

## وصلات خارجية
- سكيب هولم على موقع IMDb (الإنجليزية)